# Max Steel (série télévisée d'animation)
 (décembre 2021).
Max Steel est une série télévisée d'animation composée de 52 épisodes de 22 minutes ainsi que cinq films et diffusée sur le 25 mars 2013 sur Disney XD.
En France, la série est diffusée à partir du 12 mai 2013 sur Canal J, puis sur Gulli.

## Synopsis
La série raconte l’histoire de Maxwell McGrath, seize ans, qui découvre un jour que son corps peut produire de l'énergie TURBO, une  forme d'énergie mystérieuse et très forte, dont l’excès peut conduire à l’explosion du corps du garçon. Max doit travailler avec un extraterrestre techno-organique appelé Steel pour contrôler et exploiter ce pouvoir extraordinaire.

## Personnages

### Protagonistes principaux
- Maxwell "Max" McGrath/Max Steel : le héros principal; un jeune homme mi-humain mi-tachyon, pris sous l'aile du corps militaire secret "N-Tek", et dont l'oncle, Ferrus Forge, est le commandant et cofondateur de la N-Tek, aux côtés de Jim McGrath et de Miles Dredd. Plus tard, Max rencontre Steel, une Ultraliaison qui va changer sa vie, et faire de lui le super-héros le plus grand et le plus puissant du monde, Max Steel. Max et Steel ne savent pas grand-chose de leur passé et ils ne connaissent pas non plus la N-Tek, en particulier la véritable mission de la N-Tek que Ferrus leur cache. Max a un ami nommé Kirby et a le béguin pour une fille nommée Sydney. Il porte un mode camouflage, pour ne pas être vu dans son mode TURBO standard (qu'il ne peut pas enlever, puisque ce mode est en permanence sur lui), et il ne tient pas à ce que tout le monde sache qu'il est Max Steel. Il est capable de produire de l'énergie tachyon illimitée radiante bio optimisée, appelée communément énergie TURBO ; il peut la contrôler avec l'aide de Steel, sous le pseudo de Max Steel. En tant que Max Steel, il possède des super-pouvoirs (force herculéenne, vitesse surhumaine, endurance extrême et agilité hors pair), ainsi qu'un arsenal de modes TURBO prévus chacun pour un type de combat : standard, Puissance, Camouflage (son mode civil), Vol, Aqua, Super, Vitesse, Furtif, Canon, Clone, Copie (les modes TURBO de Steel), Chaleur, Fusée, Pique, Nova, Titan, Canon Piquant, Hydro Chaleur, Vol Sonique, Exoforce, Marteau Griffe, Prime, Chasseur, et Méga. Depuis les événements de Turbo-chargé, il a de nouveaux modes, complètement technologiques : Armure, Jetpack, Jetski, Sniper, Lance Roquette, et Combat Montagnard.
- N'Barro Aksteel X377/Steel : un alien technologique, de la race des Ultraliaisons. Il ne peut fonctionner que s'il est chargé en énergie TURBO, et aux côtés de Max, il sauve des vies en tant que Max Steel. Le noyau mémoire de Steel est endommagé ; du coup, ses souvenirs sélectifs de son temps sur Terre il y a 16 ans sont flous. Mais les combats contre les Élémentors montrent qu'ils sont du même peuple que lui. Il y a des années, il était au service de Makino, jusqu'à sa rencontre avec Jim McGrath. Tous les deux, ils sont devenus le premier Max Steel, combattant la première invasion de la Terre.

### Antagonistes
- Miles Dredd : l'ancien propriétaire de l'entreprise TIH (Trans Industries Humaines).
- Jason Naught :
- les Dreddnaughts :
- Axel :
- Makino : un alien cybernétique lié de façon permanente à une Ultraliaison. Il est le chef des Ultraliaisons et le maître de la planète Makino.
- Les Ultraliaisons maléfiques :
- Blast Link :
- Prism Link :
- Chomp Link :
- Les Liens Faucheurs :
- Plaztek :
- Avatak :
- Les Élémentors : des Ultraliaisons manifestant un corps à partir des éléments naturels et pouvant se combiner en monstres multi-élémentaires. L'Élémentor Feu a un corps de flammes et de roche volcanique. L'Élémentor Terre a un corps de pierre. L'Élémentor Eau a un corps aqueux. L'Élémentor Air a un corps de vent tourbillonnant. Il  y'a aussi Metallak, une Mégaliaison ayant fusionné avec une statue; depuis, il est le 5ème Élémentor, l'Élémentor Métal. Les trois premiers ont été capturés par la N-Tek. Alors qu'il essayait de les sauver, à la suite d'un accident avec un inhibiteur placé sur sa tête, L'Élémentor Air fusionne avec eux : ainsi apparaît un monstre à quatre noyaux et à quatre bras; l'Élémentor Suprême. Ce dernier maîtrise non seulement l'air, la terre, l'eau et le feu, mais aussi la glace et la foudre. À la suite d'une ruse, L'Élémentor Métal absorbe L'Élémentor Suprême, devenant le monstre à cinq noyaux qu'est l'Élémentor Méga.
- Docteur Tytus Octavius Xander/Toxzon :
- Fishy :
- Les Glupanoïdes :
- Troy Winter/Destroyer : un criminel professionnel devenu un monstre bestial après s'être accidentellement lié à une Ultraliaison cassée; il peut se transformer en n'importe quel animal qu'il a scanné de ses yeux.

## Voix
- Alexis Flamant : Max McGrath
- Ludovic Faussillon : Steel
- Pablo Hertsens : Berto
- Erwin Grunspan : Ferrus Forge
- Steve Driesen : Dr. Octavius Xander / Toxzon
- Micheline Tziamalis : Molly McGrath
- Delphine Chauvier : Sydney
- Sébastien Hébrant : Kirby
- Robert Dubois : Miles Dredd
- Olivier Cuvellier : Jason Naught
- Martin Spinhayer : Fishy
- Mélissa Windal : Kat
- Mathieu Moreau : Jefferson

## Épisodes

### Saison 1 (2013)
1. La rencontre
2. L'union fait la force
3. L'énergie Turbo
4. Grand nettoyage
5. Héros malgré lui
6. Cytro
7. Entraîne-toi d'abord !
8. Le vaisseau spatial
9. Le Destroyer se déchaîne !
10. L'épée maudite
11. Supermania
12. Engagez-vous !
13. Questions sans réponses
14. L'union des éléments
15. Max prend le volant
16. La vie d'un super héros
17. L'admirateur secret
18. Court-circuit
19. Tourisme à haut risque
20. Pêche radioactive
21. Projet scientifique
22. Chacun pour soi
23. Une aide inattendue
24. Attaque préhistorique
25. Toute la vérité
26. Les origines de Steel

### Saison 2 (2014)
1. De nouveaux adversaires
2. La capture
3. Images du passé
4. Marée noire
5. Attaque en concert
6. Pour l'amour de Furbo
7. Sur les traces du turbo star
8. Méga Elementor
9. Menace virtuelle
10. Voyage au centre de la mine
11. Ça chauffe pour Max
12. Max Steel, le film !
13. La légende de Ja'em Mk'rah
14. La bataille la N-Tek
15. Max sans Steel
16. La troisième pièce
17. Un gentil garçon
18. Mauvaise réputation
19. Musée d'horreur naturelle
20. Torbolt le terrible
21. Inversion des rôles
22. Le virus
23. Le chasseur de primes
24. L'holosphère
25. Dernier compte à rebours
26. Retrouvailles